# Wolfgang Anders
Wolfgang Anders (* 1955) ist ein deutscher Betriebswirt und war von 2008 bis 2009 Präsident der Hochschule Ludwigshafen am Rhein.

## Werdegang
Anders promovierte 1986 in München und ist an der Hochschule Ludwigshafen Professor für Allgemeine Betriebswirtschaftslehre mit Schwerpunkt Management. Von 1992 (nach anderen Angaben 1995 oder 1997) bis 2009 war Anders Präsident der Hochschule Ludwigshafen am Rhein sowie deren Vorgängerinstitution Fachhochschule Ludwigshafen am Rhein – Hochschule für Wirtschaft. Nach seinem Rückzug vom Präsidenten-Amt ist Anders weiterhin als Dozent im Fachbereich Marketing und Personalmanagement der Hochschule Ludwigshafen am Rhein tätig.
Neben Aktivitäten in der Agentur für Qualitätssicherung durch Akkreditierung von Studiengängen war oder ist Anders in verschiedenen Bereichen des Stiftungswesens aktiv, so z. B. im Arbeitskreis Bürgerstiftungen in Nürnberg, in der Bürgerstiftung Ludwigshafen/Rhein, oder in der Stiftung Ernst-Bloch-Zentrum.

## Werke (Auswahl)
- Anders, Wolfgang / Kränzle, Hans-Peter / Lange, Bernd:  Abschätzung des Einsatzpotentials neuer Kommunikationstechniken auf der Grundlage einer Analyse der organisatorischen Kommunikation – Hannover: Univ., 1981
- Anders, Wolfgang: Die Gestaltung der organisatorischen Kommunikation – München, Techn. Univ., Diss., 1986
- Anders, Wolfgang: Kommunikationstechnik und Organisation – München: CW-Publikationen, 1983. ISBN 3-922246-26-5
- Anders, Wolfgang: Kooperative Studienmodelle an Fachhochschulen. In: Fachhochschulen in Deutschland und Europa – Mannheim: Pylon-Verl., 2003. ISBN 978-3-9803632-6-6, Seite 129–141
- Anders, Wolfgang: Lehre und Praxis: Wissenstransfer zwischen Hochschule und Wirtschaft. In: Wirtschaftsstandort Ludwigshafen – Business Location Ludwigshafen – Darmstadt: EWV Europäischer Wirtschafts Verlag GmbH, 2005. 3-938630-06-X. Seite 106–107
- Anders, Wolfgang: Was erwarten Hochschulleitungen von Wissenschaftsmanagern/innen?, Vortrag auf dem 6. Osnabrücker Kolloquium zum Hochschul- und Wissenschaftsmanagement Osnabrück, 6. März 2009, abgerufen am 26. Oktober 2018